# Spirostreptus tumuliporus
Spirostreptus tumuliporus är en mångfotingart som beskrevs av Karsch 1881. Spirostreptus tumuliporus ingår i släktet Spirostreptus och familjen Spirostreptidae. Inga underarter finns listade i Catalogue of Life.